# Guglielmo IV d'Angoulême
Guglielmo IV d'Angoulême (978 circa – 6 aprile 1028) fu conte d'Angouleme dall'988 alla sua morte.

## Origine
Sia secondo il monaco e storico, Ademaro di Chabannes, che secondo la Historia Pontificum et Comitum Engolismensis, Guglielmo era l'unico figlio del conte d'Angouleme, Arnoldo Manzer e della prima moglie, Raingarda, di cui non conosciamo gli ascendenti.
Sia secondo il monaco e storico, Ademaro di Chabannes, che secondo la Historia Pontificum et Comitum Engolismensis, Arnoldo d'Angoulême era il figlio illegittito del conte d'Angouleme, Guglielmo II detto Tagliaferro e di una sua amante di cui non conosciamo né il nome né gli ascendenti.

## Biografia
Suo padre, Guglielmo II detto Tagliaferro, verso il 942, secondo il documento n° 222 del Le cartulaire de Saint-Cybard, fece la donazione di una proprietà all'Abbazia di San Cybard, e poco dopo, Guglielmo II riconobbe la donazione nel suo testamento che fu convalidato anche dai figli, Arnoldo e Ademaro (Arnaldus filius Willelmi, Adhemarus filius Willelmi) e dal cugino, Bernardo, conte di Périgord (Bernardus comes).
Sia Ademaro di Chabannes che la Historia Pontificum et Comitum Engolismensis riportano che , nel 988, suo padre, Arnoldo si ritirò a vita monastica, prese il nome di Francone, poi entrò, come monaco, nell'Abbazia di San Cybard, dove morì ed il 4 marzo fu tumulato accanto a suo padre.A Arnoldo succedette Guglielmo, come Guglielmo IV.
Subito dopo essere succeduto al padre fece restaurare il monastero di Saint-Amant-de-Boixe, nel 988 e l'anno dopo fondò un ospedale a sant'Ilario di Poitiers, sul quale, nel 1016, il duca d'Aquitania e conte di Poitiers, Guglielmo V, gli concesse i diritti.
Secondo la Historia Pontificum et Comitum Engolismensis, Guglielmo era stimato da Guglielmo V di Aquitania, che nel corso di quegli anni gli fece molte concessioni territoriali
Il 20 Maggio 1020, Guglielmo e la moglie Gerberga sottoscrissero il documento n° XXVIII, inerente ad una donazione alla Cattedrale di Angoulême.
Nel 1026, Guglielmo fece un pellegrinaggio a Gerusalemme.
Nel 1028 circa, il documento n° XIII, riporta di una donazione alla Cattedrale di Angoulême del conte Guglielmo, padre di Audouino (Willelmi, inclitus comes, pater Aldoini comitis).
Sempre in quell'anno Guglielmo diseredò i nipoti (figli di Audouino), in quanto la nuora Alaisia (moglie di Audouino) aveva cercato di avvelenarlo.
Guglielmo morì il 6 aprile 1028 e, come da sua richiesta fu sepolto nell'Abbazia di San Cybard, accanto ai suoi ascendenti; anche Ademaro di Chabannes riporta la morte di Guglielmo il 6 aprile 1028, e relativa sepoltura, inoltre ci informa, che il figlio Audouino, fece mettere una lapide in cui era scritto che morì al ritorno da un pellegrinaggio a Gerusalemme (Guillermus, Comes Engolismae, qui ipso anno, quo venit de Jerusalem, obiit in pace).
Gli succedette il figlio, Audouino.

## Matrimonio e discendenza
Sia secondo il monaco e storico, Ademaro di Chabannes, che secondo la Historia Pontificum et Comitum Engolismensis, Guglielmo aveva sposato Gerberga d'Angiò, sorella di Folco Nerra, e figlia del  Conte di Angiò, Goffredo I e di Adele di Troyes.
Guglielmo da Gerberga ebbe quattro figli:
- Arnaldo
- Guglielmo
- Audouino, conte d'Angouleme[8][16].
- Goffredo, conte d'Angouleme[8][16].

## Ascendenza
|                          |   |           | Genitori |  |  | Nonni |  |  | Bisnonni             |  |  | Trisnonni             |  |
|                          |   |           |          |  |  |       |  |  | Audoin I d'Angoulême |  |  | Vulgrin I d'Angoulême |  |
|                          |   |           |          |  |  |       |  |  | Audoin I d'Angoulême |  |  | Vulgrin I d'Angoulême |  |
|                          |   | Regelinda |          |  |  |       |  |  | Audoin I d'Angoulême |  |  |                       |  |
| Guglielmo II d'Angoulême |   |           |          |  |  |       |  |  | Audoin I d'Angoulême |  |  |                       |  |
|                          |   | …         | …        |  |  |       |  |  |                      |  |  |                       |  |
|                          |   | …         | …        |  |  |       |  |  |                      |  |  |                       |  |
|                          |   | …         | …        |  |  |       |  |  |                      |  |  |                       |  |
| Arnoldo d'Angoulême      |   | …         |          |  |  |       |  |  |                      |  |  |                       |  |
|                          |   | …         | …        |  |  |       |  |  |                      |  |  |                       |  |
|                          |   | …         | …        |  |  |       |  |  |                      |  |  |                       |  |
|                          |   | …         | …        |  |  |       |  |  |                      |  |  |                       |  |
| …                        |   | …         |          |  |  |       |  |  |                      |  |  |                       |  |
|                          |   | …         | …        |  |  |       |  |  |                      |  |  |                       |  |
|                          |   | …         | …        |  |  |       |  |  |                      |  |  |                       |  |
|                          |   | …         | …        |  |  |       |  |  |                      |  |  |                       |  |
| Guglielmo IV d'Angoulême |   | …         |          |  |  |       |  |  |                      |  |  |                       |  |
|                          | … | …         |          |  |  |       |  |  |                      |  |  |                       |  |
|                          | … | …         |          |  |  |       |  |  |                      |  |  |                       |  |
|                          | … | …         |          |  |  |       |  |  |                      |  |  |                       |  |
| …                        | … |           |          |  |  |       |  |  |                      |  |  |                       |  |
|                          |   | …         | …        |  |  |       |  |  |                      |  |  |                       |  |
|                          |   | …         | …        |  |  |       |  |  |                      |  |  |                       |  |
|                          |   | …         | …        |  |  |       |  |  |                      |  |  |                       |  |
| Raingarda                |   | …         |          |  |  |       |  |  |                      |  |  |                       |  |
|                          |   | …         | …        |  |  |       |  |  |                      |  |  |                       |  |
|                          |   | …         | …        |  |  |       |  |  |                      |  |  |                       |  |
|                          |   | …         | …        |  |  |       |  |  |                      |  |  |                       |  |
| …                        |   | …         |          |  |  |       |  |  |                      |  |  |                       |  |
|                          |   | …         | …        |  |  |       |  |  |                      |  |  |                       |  |
|                          |   | …         | …        |  |  |       |  |  |                      |  |  |                       |  |
|                          |   | …         | …        |  |  |       |  |  |                      |  |  |                       |  |
|                          |   | …         |          |  |  |       |  |  |                      |  |  |                       |  |

### Fonti primarie
- (LA)  Monumenta Germaniae Historica, Scriptores, tomus IV[collegamento interrotto].
- (LA)  Ademarus Engolismensis, Historiarum Libri Tres.
- (LA)  Le cartulaire de Saint-Cybard.
- (LA)  Historia Pontificum et Comitum Engolismensis.
- (LA)  Cartulaire de l'église d'Angoulême.

### Letteratura storiografica
- Louis Halphen, "Francia: gli ultimi carolingi e l'ascesa di Ugo Capeto (888-987)", cap. XX, vol. II (L'espansione islamica e la nascita dell'Europa feudale) della Storia del Mondo Medievale, 1999, pp. 636–661.
- Louis Halphen, "La Francia dell'XI secolo", cap. XXIV, vol. II (L'espansione islamica e la nascita dell'Europa feudale) della Storia del Mondo Medievale, 1999, pp. 770–806.